# 김승겸 (1963년)
김승겸(金承謙, 1963년 4월 12일 ~, 충청남도 서천군)은 대한민국의 군인이다.

## 학력
- 오산고등학교
- 중경고등학교
- 육군사관학교(42기)

## 경력
- 제35보병사단 제105연대 제2대대 제6중대, 소대장
- 제1공수특전여단 제1대대 화지정찰중대장
- 제1공수특전여단 작전처 상황장교
- 제1공수특전여단 제1대대 제10중대장
- 제1공수특전여단 제1대대 제13중대장
- 제3보병사단 사단직할 전초대대 제13중대장
- 제3보병사단 제18연대 작전과 작전항공장교
- 제3보병사단 제18연대 작전과 작전장교
- 제3보병사단 제18연대 제1대대 작전과 작전장교
- 육군대학 정규과정
- 제57보병사단 작전처 부대훈련장교
- 제57보병사단 교육훈련처 훈련계획장교
- 육군사관학교 생도대 제4중대 훈육관
- 제2보병사단 교육훈련처 평가장교
- 제2보병사단 제31보병연대 제2대대장
- 제2보병사단 작전참모
- 합동참모본부 전략기획본부 특수전략발전담당
- 합동참모본부 전략기획본부 지상전략담당
- 합동참모본부 전략기획본부 군사전략담당
- 제1보병사단 제12보병연대장
- 제35보병사단 참모장
- 합동참모본부 작전본부 작전기획부 연구관
- 합동참모본부 작전본부 합동작전과장
- 제21보병사단 부사단장
- 제6군단 참모장
- 합동군사대학교 육군대학장
- 제28보병사단장
- 제68주년 국군의 날 행사기획단장
- 한미연합군사령부 작전참모부 차장
- 제3군단장[1][2]
- 육군본부 참모차장
- 육군참모총장 직무대행
- 한미연합군사령부 부사령관[3][4]
- 합동참모본부 의장[5][6]
- 한미동맹재단 고문

## 진급
- 1986년 : 소위 임관
- 1987년 : 중위 진급
- 1989년 : 대위 진급
- 1994년 8월 : 소령 진급
- 2002년 1월 : 중령 진급
- 2008년 12월 : 대령 진급
- 2013년 1월 : 준장 진급
- 2014년 9월 : 소장 진급
- 2017년 9월 : 중장 진급
- 2020년 9월 : 대장 진급